# Strumigenys halosis
Strumigenys halosis (лат.) — вид мелких муравьёв рода Strumigenys из трибы Attini (ранее в Dacetini, подсемейство Myrmicinae).

## Распространение
Южная Америка: Венесуэла.

## Описание
Длина коричневатого тела менее 2 мм, длина головы от 0,56 до 0,58 мм. Узел петиоля при взгляде сверху шире своей длины. Базигастральные костулы от рудиментарных до отсутствующих. Ширина одной латеральной постпетиолярной лопасти при виде сверху меньше четверти ширины диска. Вентральная лопасть постпетиоля узкая и неглубокая, её прикрепление ограничено передней половиной стернита. Внутри группы Strumigenys appretiata четыре вида (halosis , Strumigenys raptans, Strumigenys glenognatha, Strumigenys wheeleriana) сочетают наличие отчетливой вентральной постпетиолярной губчатой доли с очень короткими базигастральными костулами (намного короче дорсальной длины диска постпетиоля), нескульптурным первым тергитом брюшка и наличием плечевых волосков. Боковые петиолярные лопасти треугольные или тупо закругленные, пластинчатые и полупрозрачные, либо слабо губчатые. Усики 6-члениковые. Скапус усика очень короткий, дорзо-вентрально сплющенный. Мандибулы короткие субтреугольные с 5—7 мелкими зубцами. Стебелёк между грудкой и брюшком состоит из двух члеников: петиолюса и постпетиолюса (последний четко отделен от брюшка), жало развито, куколки голые (без кокона). Предположительно, хищный вид, охотится как и близкие виды на мелкие виды почвенных членистоногих. Вид был впервые описан в 2000 году британским мирмекологом Барри Болтоном под первоначальным названием Pyramica halosis Bolton, 2000.
Включён в состав видовой группы Strumigenys appretiata вместе с несколькими американскими видами (Strumigenys appretiata, S. deinomastax, S. hadrodens, S. raptans, S. glenognatha, S. siagodens, S. teratrix, S. wheeleriana, S. xenochelyna).